# Ортографічна конференція (1876)
Ортографічна конференція 1876 року (нім. I. Orthographische Konferenz або Konferenz zur Herstellung größerer Einigung in der deutschen Rechtschreibung — також Перша ортографічна конференція) — проходила в 1876 році в Берліні конференція з питань правопису. Була скликана Міністром Пруссії у справах освіти та релігії Адальбертом Фальком для того, щоб урегулювати питання уніфікації німецького правопису в новій державі Європи — Німецької імперії, створеної в 1871 році після перемоги у франко-прусській війні. З 4 по 15 січня 1876 14 фахівців обговорювали саму мову та її ортографію. Основою обговорення був проєкт германіста Рудольфа фон Раумера, який, однак, не був реалізований, через критики на адресу тих змін, які були в ньому запропоновані. Конференція в цілому не мала успіху. Наступною за нею стала конференція 1901-го року.
Зміни, які пропонувалося реалізувати в проєкті реформи, що включали в себе регулювання написання дієслів з суфіксами -iren і -ieren, вживання буквосполучення th, заміну -niß на -nis, правопис запозичень та інше.